# أي مفتاح

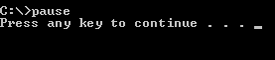
في نظام تشغيل DOS، يطلب يطلب أمر pause من المستخدم "نقر أي مفتاح للمتابعة".

استخدم مبرمجو الكمبيوتر قديماً عبارة «انقر أي مفتاح للمتابعة» (أو عبارات بهذا المعنى) كتنبيه للمستخدم عند إيقاف البرنامج مؤقتاً. النظام يستأنف بعد ضغط المستخدم على أي زر في لوحة مفاتيح.